# カイバル・パクトゥンクワ州
カイバル・パクトゥンクワ州（カイバル・パクトゥンクワしゅう、ウルドゥー語: خیبر پختون خواہ, Khaībar Pakhtūnkhwā 、英語: Khyber Pakhtunkhwa）は、パキスタンの州の1つ。旧称である北西辺境州（North-West Frontier Province）でも知られる。2018年に隣接する連邦直轄部族地域（Federally Administered Tribal Areas、FATA）を編入した。州都ペシャーワル。人口は約4086万人（2023年国勢調査）。
アフガニスタンとの国境を接するが、国境線（デュアランド・ライン）周辺やペシャーワルと近接するワジリスタンは紛争（ワジリスタン紛争）が起きており、情勢が不安定である。その一方で、北部の森林地帯は美しい風景が楽しめる観光地となっている。

## 名称
日本の外務省のホームページでは「ハイバル・パフトゥンハー州」と表記している。

## 歴史
古代にはガンダーラ（紀元前6世紀 - 11世紀）が栄え、中心都市はペシャーワル、チャールサダ、タクシラ（現パンジャーブ州 (パキスタン)）、フントなどに移り変わった。
1895年に指導者が謀殺され、権力継承を見守るためギルギットからイギリス軍が遣わされた（チトラル遠征）。1897年、マラカンド包囲戦（ウィンストン・チャーチルが参戦し、著作『マラカンド野戦軍物語』に記録を残した）によってパシュトゥーン人の居住地域はデュアランド・ラインで分断され、en:Malakand Agencyが設置された。
1901年、時のインド副王カーゾン卿によって、北西辺境州（شمال مغربی سرحدی صوبہ 、North-West Frontier Province、略称:NWFP）が創設された。
1947年、イギリス領インド帝国からパキスタン (ドミニオン)が独立。1956年、共和制に移行。
アフガニスタン紛争 (1978年-1989年)では、バダベル蜂起が行なわれた。
ワジリスタン紛争が始まり、2007年に第1次スワートの戦い（10月25日 - 12月8日）、
2009年に第2次スワートの戦い（5月16日 - 7月15日）などが起こった。
2010年4月15日に、北西辺境州からカイバル・パクトゥンクワ州に名称が変更された。
2018年5月31日、連邦直轄部族地域（FATA）と州直轄部族地域（PATA）を編入した。
2024年11月、スンニ派住民が多数を占めるクラム地区でシーア派住民との宗派対立が深刻化。数日にわたり銃撃戦が行われ82人が死亡、156人が負傷。同月24日、政府当局が介入して7日間の停戦を宣言した。

## 気候
乾燥地帯であるが春先にはまとまった雨が降り、夏季にはモンスーンにより天候が不順となるため、土砂災害や水害により多数の死者が出ることがある。

## 地理

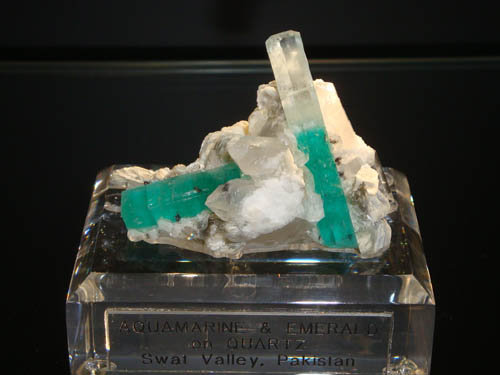
スワート渓谷で産出したエメラルド。

同国の北西部にある。西はアフガニスタンと国境をなす。北東はギルギット・バルティスタン、東はアザド・カシミール、南はシンド州、南東はパンジャーブ州とイスラーマーバード首都圏と接する。
イラン高原に位置しヒンドゥークシュ山脈が南アジアへと傾斜していく地形である。そのためカイバル峠がアフガニスタンに通じ、古来より南アジア世界と中央ユーラシア世界を結ぶ文明の交差点となってきた。
南部は乾燥した岩山が多く、夏は非常に高温となる。
一方、北部は森林地帯となっており、夏は過ごし易く、冬は積雪が多い。農業が主要な産業である。特にスワート渓谷は、スイスのような山頂に雪をいただく緑豊かな山々と清らかな川が流れる自然美で多くの観光地となっている。スワート渓谷のバリコトは、古代国家ウッディヤーナがあった地域で、エメラルド鉱山からの鉱物資源が紛争鉱物となっている。

## 行政区画

カイバル・パクトゥンクワ州の県（2022年）

### 管区
カイバル・パクトゥンクワ州は、7管区に分かれる。
1. バンヌ管区（英語版）
2. デラ・イスマイル・カーン管区（英語版）
3. ハザラ管区（英語版）
4. コハト管区（英語版）
5. マラカンド管区（英語版）
6. マルダーン管区（英語版）
7. ペシャーワル管区（英語版）

### 県
さらに7管区は36県に分かれる。
2014年1月15日、コヒースタン県が上コヒースタン県と下コヒースタン県に分割された。
2017年8月26日、下コヒースタン県からコライ＝パラス県が分立した。
2018年5月31日、FATAとの合併に伴い、FATAのバージャウル管区、ムフマンド管区、カイバル管区、オーラクザイ管区、クッラム管区、北ワジリスタン管区、南ワジリスタン管区の7管区は県に改編されたうえでカイバル・パクトゥンクワ州に編入された。またPATAが廃止となり、FATA内にあった6辺境地区はテシル（郡）に降格した。12月21日、チトラル県は上チトラル県と下チトラル県に分割された。
2022年4月12日、南ワジリスタン県は上南ワジリスタン県と下南ワジリスタン県に分割された。
1. アボッターバード県（英語版）（Abbottabad District）
2. バージャウル県（英語版）（Bajaur District）
3. バンヌ県（英語版）（Bannu District）
4. バッタグラム県（英語版）（Battagram District）
5. ブネール県（英語版）（Buner District）
6. チャルサッダ県（英語版）（Charsadda District）
7. デラ・イスマイル・カーン県（英語版）（Dera Ismail Khan District）
8. ハングー県（英語版）（Hangu District）
9. ハリプール県（英語版）（Haripur District）
10. カラク県（英語版）（Karak District）
11. カイバル県（英語版）（Khyber District）
12. コハト県（英語版）（Kohat District）
13. コライ＝パラス県（英語版）（Kolai-Palas District）
14. クッラム県（英語版）（Kurram District）
15. ラッキ・マルワト県（英語版）（Lakki Marwat District）
16. 下チトラル県（英語版）（Lower Chitral District）
17. 下ディール県（英語版）（Lower Dir District）
18. 下コヒースタン県（英語版）（Lower Kohistan District）
19. 下南ワジリスタン県（英語版）（Lower South Waziristan District）
20. マラカンド県（英語版）（Malakand District）
21. マンセフラ県（英語版）（Mansehra District）
22. マルダーン県（英語版）（Mardan District）
23. ムフマンド県（英語版）（Mohmand District）
24. 北ワジリスタン県（英語版）（North Waziristan District）
25. ノウシェラ県（英語版）（Nowshera District）
26. オーラクザイ県（英語版）（Orakzai District）
27. ペシャーワル県（英語版）（Peshawar District）
28. シャングラ県（英語版）（Shangla District）
29. スワビ県（英語版）（Swabi District）
30. スワート県（英語版）（Swat District）
31. タンク県（英語版）（Tank District）
32. トルガール県（英語版）（Torghar District、旧Kala Dhaka District）
33. 上チトラル県（英語版）（Upper Chitral District）
34. 上ディール県（英語版）（Upper Dir District）
35. 上コヒースタン県（英語版）（Upper Kohistan District）
36. 上南ワジリスタン県（英語版）（Upper South Waziristan District）

### 主な都市
- アボッターバード(Abbottabad)
- バンヌ(Bannu)
- バッタグラム(Battagram)
- ダガー(Daggar)
- チャルサッダ（英語版）(Charsadda)
- チトラル(Chitral)
- デライスマイルカーン(Dera Ismail Khan)
- ディール（英語版）(Dir)
- ジャムルード(Jamrud)
- ハングー(Hangu)
- ハリプール(Haripur)
- ハーヴェイリヨン(Havelian)
- フント（英語版）
- カラーム（英語版）(Kalam)
- コハト(Kohat)
- クラチ(Kulachi)
- (Latamber)
- ランディ・コタール(Landi Kotal)
- マラカンド(Malakand)
- マンセフラ(Mansehra)
- マルダーン(Mardan)
- マストゥージ（英語版）(Mastuj)
- ミンゴラ（英語版）(Mingora)
- ノウシェラ(Nowshera)
- ペシャーワル(Peshawar)
- サイドゥ・シャリフ（英語版）(Saidu Sharif)
- シャングラ(Shangla)
- スワビ(Swabi)
- スワート(Swat)
- (Tank)
- ティメルガラ（英語版）(Timergara)

## 住民

### 民族
住民の多くはパシュトゥーン人である。その他、チトラル人、ダルド人、ラージプート、カシミール人、サライキ人など。

### 言語
1998年の話者人口比率調査では、パシュトー語73.9%、サライキ語3.9%、パンジャーブ語1.0%、ウルドゥー語0.8%、その他20.4％。コワール語、コーヒスターン語も用いられる。
スワーティ語のように、これらの言語の各地域方言を総称する名称もある。